# Busta Cup 2000/01
Der Busta Cup 2000/01 war die 35. Saison des nationalen First-Class-Cricket-Wettbewerbes in den West Indies und wurde vom 4. Januar bis zum 7. März 2001 ausgetragen. Gewinner des Wettbewerbes war Barbados. Die Finalrunde wurde als Busta International Shield 2000/01 vermarktet und wurde durch Jamaika gewonnen.

## Format
Die acht Mannschaften spielten in einer Gruppe gegen jedes andere Team jeweils zwei Mal. Für einen Sieg gibt es 12 Punkte, für eine Niederlage nach Führung nach dem ersten Innings vier Punkte, für einen Sieg nach dem ersten Innings bei einem Remis 6 Punkte, für eine Niederlage  nach dem ersten Innings bei einem Remis 6 Punkte, für eine Absage oder keine Entscheidung im ersten Innings 4 Punkte. Der Tabellenführende nach der Gruppenphase ist der Gewinner des Wettbewerbes. Die vier Erstplatzierten der Gruppe spielten in Halbfinale und Finale den Gewinner des Wettbewerbes aus.

## Resultate

### Gruppenphase
Tabelle
Am Ende der Saison nahm die Tabelle die folgende Gestalt an.
| Team                | Sp. | S | N | R | LWF | DWF | DLF | ND | Ded | Punkte |
| ------------------- | --- | - | - | - | --- | --- | --- | -- | --- | ------ |
| Barbados            | 7   | 4 | 0 | 0 | 0   | 0   | 3   | 0  | 0   | 57     |
| Guyana              | 7   | 3 | 0 | 0 | 0   | 3   | 1   | 0  | 0   | 57     |
| England A           | 7   | 3 | 0 | 0 | 0   | 2   | 2   | 0  | 0   | 54     |
| Jamaika             | 7   | 3 | 1 | 0 | 0   | 2   | 1   | 0  | 0   | 51     |
| Leeward Islands     | 7   | 3 | 1 | 0 | 0   | 1   | 2   | 0  | 0   | 48     |
| Trinidad und Tobago | 7   | 2 | 2 | 0 | 2   | 1   | 0   | 0  | 0   | 38     |
| West Indies B       | 7   | 1 | 4 | 0 | 2   | 0   | 0   | 0  | 0   | 20     |
| Windward Islands    | 7   | 0 | 7 | 0 | 0   | 0   | 0   | 0  | 0   | 0      |

Sieg: 12 Punkte; Remis: 4 Punkte

## Halbfinale
Die Finalserie wurde als Busta International Shield 2000/01 vermarktet.
| 23. – 26. Februar Scorecard | Bridgetown | Jamaika 496 (157) & 91-3d (27) | – | Barbados 171-5 (92.1) & 182 (67.5) |
|                             |            | Jamaika gewinnt mit 234 Runs   |   |                                    |

| 24. – 27. Februar Scorecard | Georgetown | England A 293 (121.4) & 247 (57) | – | Guyana 336 (111.1) & 208-3 (60.3) |
|                             |            | Guyana gewinnt mit 7 Wickets     |   |                                   |

## Finale
| 4. – 7. April Scorecard | Kingston | Jamaika 375 (140) & 161-4 (67) | – | Guyana 290 (160.2) |
|                         |          | Remis                          |   |                    |

Jamaika gewinnt nach dem Ergebnis des ersten Innings.